# 阿爾圖納鐵路機廠BP4電池電力機車
 阿爾圖納鐵路機廠BP4電池電力機車（Altoona Works BP4）是由诺福克南方铁路公司的阿爾圖納機廠改造的1,500 hp（1,120 kW） BB軸配置电池电力机车。它是在2007年用1,080个12伏特铅酸蓄电池和相关控制设备，取代一部EMD GP38 （诺福克南方鐵路車號2911，原Conrail 7732號）柴電機車的柴油引擎，改造后的机车被諾福克南方鐵路重新編號为999號。 
尽管BP4看上去与一般的柴油电力机车相似，但它没有柴油引擎。使用外部电源为电池充电，並藉由再生制动以将大约35％的制动功率回收供給電池。BP4设计为一次充电即可进行3次行車任務。改造時對於机车外观的改變，包括將驾驶室（实际上是全新的）在車架上向短端移动，而原機車機器室長端則裝置大型电池，油箱也改為電池。 
BP4的开发是由诺福克南方铁路公司， 布鲁克维尔设备公司 ， 宾夕法尼亚州立大学 ， 美国能源部和联邦铁路管理局合作的計畫，聯邦贊助了130万美元的經費。 本車的首次改裝是2007年，但出现电池问题之后，2009年改装了更好的电池管理系统。 
诺福克南方鐵路已将本車及其他几部机车于2019年11月拍卖。 